# Рубежное (Донецкая область)
Рубежное (укр. Рубіжне) — село на Украине, находится в Добропольском районе Донецкой области.

## История
По данным переписи 2001 года, численность населения составляла 105 человек.

## Дополнительная информация
- Почтовый индекс — 85022.
- Телефонный код — 6277.
- Адрес местного совета: 85022, Донецкая область, Добропольский р-н, с. АННОВКА, ул.Комарова, 48